# Tåget går klockan 9
Tåget går klockan 9 är en svensk komedifilm från 1941 i regi av Ivar Johansson. I huvudrollerna ses Thor Modéen, Torsten Winge, Allan Bohlin, Gaby Stenberg och Lill-Tollie Zellman.

## Handling
En advokat är på väg med tåg till Umeå. Han gör ett uppehåll på en och en halv timme i Stockholm och upplever där otaliga förvecklingar.

## Om filmen
Filmen premiärvisades den 15 november 1941 på biograf Skandia i Stockholm. Filmen spelades in i Filmstaden Råsunda av Albert Rudling. Eftersom filmen blev för kort som långfilm spelade produktionsbolaget Sonora in den långa kortfilmen Gatans serenad som visades samtidigt med huvudfilmen.
Filmen visades på TV2 1977.

## Rollista
- Thor Modéen – Oskar Reyner
- Torsten Winge – Fredrik Reyner, Oskars bror
- Allan Bohlin – Thomas Linder, advokat
- Gaby Stenberg – Gun Lagerström
- Lill-Tollie Zellman – Anne-Marie
- Carl Hagman – Werner, direktör
- Carl Ström – Magnusson
- Sten Lindgren – Edkvist
- Eric Gustafsson – Sandberg
- Ragnar Widestedt – Persson, direktör
- John Botvid – poliskommissarie
- Artur Rolén – Westerlund
- Signe Lundberg-Settergren – fru Forsberg
- Eric Laurent – Hedberg
- Ingrid Envall – fröken Olsson
- Gösta Bodin – taxichaufför
- Folke Helleberg – poliskonstapel
- Hartwig Fock – poliskonstapel
- David Erikson – förste herrn
- Helge Mauritz – andre herrn
- Åke Wedholm – tredje herrn